# Anfüttern
Das Anfüttern ist ein Begriff aus der Sportfischerei und beschreibt das Locken der anvisierten Beute an den Angelplatz. Oft wird hierfür ein Gemisch aus Paniermehl verwendet, das mit Wasser angefeuchtet zu tennisballgroßen Kugeln geknetet wird. Diese sinken zu Grund und zerfallen zu feinsten Flocken, welche die Fische zwar anlocken, aber nicht sättigen. Anfütterungsboote oder auch Futterboote ermöglichen das Ausbringen von Fischfutter oder Montagen an schwierigen oder weit entfernten Angelplätzen.

## Korruption
Daraus leitet sich auch der juristische Begriff des Anfütterns ab. Dies bezeichnet die (wiederholte) Geschenkvergabe an Politiker oder andere Entscheidungsträger, ohne dass von diesen (zunächst) eine Gegenleistung erwartet wird. In Deutschland wird das Anfüttern häufig als Landschaftspflege bezeichnet und als Bestechung gewertet.
Mit dem neuen Anti-Korruptionsgesetz wurde Anfang 2008 in Österreich jede Geschenkannahme durch Beamte verboten; dies sollte „Anfüttern“ unmöglich machen. Nach Protesten der Wirtschaft und von Veranstaltern von Kulturereignissen (wie etwa der Salzburger Festspiele) wurde die Regelung jedoch im Jahr 2009 wieder gelockert, was insbesondere im Zusammenhang mit der Telekom-Affäre und dem parlamentarischen Untersuchungsausschuss zur Klärung von Korruptionsvorwürfen als Rückschritt kritisiert wurde.